# 살레시오여자중학교
살레시오여자중학교(살레시오女子中學校)는 대한민국 광주광역시 동구 지산동에 위치한 사립 중학교이다.

## 학교 연혁
- 1958년 2월 28일 : 재단법인 설립, 사레지오여자중학교 인가
- 1958년 4월 1일 : 초대 교장 안칠라 그릿디 수녀 취임
- 1958년 4월 8일 : 사레지오여자중학교 개교 및 입학
- 1976년 1월 6일 : 사레지오여자중학교 제16회 졸업 및 폐교
- 1995년 7월 4일 : ‘사레지오’ 를 ‘살레시오’ 로 교명 변경(인가)
- 1995년 9월 17일 : 살레시오여자중학교 설립 인가(9학급)
- 1996년 3월 4일 : 살레시오여자중학교 재개교
- 2012년 10월 12일 : 아욱실리움 과학관 개관(과학실험실 현대화)
- 2020년 3월 1일 : 제15대 이사장 김은경(세실리아) 수녀 취임
- 2022년 1월 4일 : 제40회 졸업식(3학급 73명, 졸업생 누계 6,358명)
- 2022년 3월 1일 : 제10대 교장 배금옥(데레사) 수녀 취임

## 참고 자료
- 살레시오여자중학교 - 한국교육학술정보원 학교알리미